# Atletica leggera ai Giochi della XXX Olimpiade - Salto con l'asta maschile

Video ufficiale della Finale

Ai Giochi della XXX Olimpiade, la competizione del salto con l'asta maschile si è svolta dall'8 al 10 agosto presso lo Stadio Olimpico di Londra.

## Presenze ed assenze dei campioni in carica
Per i campionati europei si considera l'edizione del 2010.
| Competizione         | Atleta              | Prestazione | Londra 2012 |
| -------------------- | ------------------- | ----------- | ----------- |
| Olimpiadi 2012       | Steve Hooker        | 5,96 m      | Presente    |
| Commonwealth 2010    | Steve Hooker        | 5,60 m      | Presente    |
| Europei 2010         | Renaud Lavillenie   | 5,85 m      | Presente    |
| Panamericani 2011    | Lázaro Borges       | 5,80 m =    | Presente    |
| Mondiali 2011        | Paweł Wojciechowski | 5,90 m      | Presente    |
|                      |                     |             |             |
| Mondiali junior 2008 | Raphael Holzdeppe   | 5,50 m      | Presente    |

## La gara
La progressione di gara è come quella di Pechino fino a 5,75, poi diventa impervia: c'è uno scalino di 10 cm (5,85), poi si passa a un differenziale di +6: 5,91 e 5,97, che infine si addolisce a +5: 6,02 e 6,07.
In qualificazione, il campione del mondo Paweł Wojciechowski sbaglia la misura d'entrata (5,35) e rimane fuori dalla finale.
Anche in finale uno dei favoriti esce alla misura d'ingresso: il campione olimpico uscente Steve Hooker fallisce tre volte 5,65. A quella quota esce anche Romain Mesnil, per tre errori. A 5,75 è la volta di Malte Mohr.

5,85 – Sono rimasti in sei: Renaud Lavillenie, che ha un percorso netto, Dmitrij Starodubcev, Björn Otto e Raphael Holzdeppe con un errore, Steven Lewis ed Evgenij Luk'janenko con due sbagli. Dopo questa misura rimangono in tre, in quest'ordine: Lavillenie, Otto e Holzdeppe. Lavillenie è sempre più lanciato verso la vittoria.

5,91 - Otto e Holzdeppe passano la misura al primo tentativo, mentre Lavillenie sbaglia. Il francese passa in terza posizione. Chiede pertanto di effettuare i due tentativi rimanenti alla misura successiva.

5,97 – Alle Olimpiadi nessuno ha mai superato questa misura (il record olimpico è 5,96). Tutti e tre sbagliano il primo tentativo. Alla seconda prova Lavillenie riesce a valicare l'asticella. I due avversari sbagliano. L'oro è suo.

## Risultati

### Qualificazioni
Mercoledì 8 agosto, ore 10:00 BST.
Passano alla finale gli atleti che superano i 5,70 m o i primi 12 classificati.

#### Gruppo A
| Pos | Atleta                 | Paese         | Salti | Salti | Salti | Salti | Salti | Risultato | Note |
| Pos | Atleta                 | Paese         | 5,20  | 5,35  | 5,50  | 5,60  | 5,65  | Risultato | Note |
| --- | ---------------------- | ------------- | ----- | ----- | ----- | ----- | ----- | --------- | ---- |
| 1   | Konstadínos Filippídis | Grecia        | --    | O     | O     | O     | --    | 5,60 m    | q    |
| 2   | Evgenij Luk'janenko    | Russia        | --    | --    | XXO   | O     | --    | 5,60 m    | q    |
| 3   | Romain Mesnil          | Francia       | --    | XO    | O     | XO    | --    | 5,60 m    | q    |
| 4   | Łukasz Michalski       | Polonia       | --    | XO    | XXO   | XO    | --    | 5,60 m    | q    |
| 5   | Steven Hooker          | Australia     | --    | --    | O     | --    | --    | 5,50 m    | q    |
| 5   | Steven Lewis           | Gran Bretagna | --    | --    | O     | --    | --    | 5,50 m    | q    |
| 5   | Malte Mohr             | Germania      | --    | --    | O     | --    | --    | 5,50 m    | q    |
| 5   | Björn Otto             | Germania      | --    | --    | O     | --    | --    | 5,50 m    | q    |
| 9   | Jeremy Scott           | Stati Uniti   | --    | O     | XO    | XXX   |       | 5,50 m    |      |
| 10  | Ivan Horvat            | Croazia       | O     | XO    | XXX   |       |       | 5,35 m    |      |
| 11  | Edi Maia               | Portogallo    | XXO   | XXX   |       |       |       | 5,20 m    |      |
| -   | Fábio da Silva         | Brasile       | --    | --    | XXX   |       |       | nm        |      |
| -   | Seito Yamamoto         | Giappone      | --    | XXX   |       |       |       | nm        |      |
| -   | Kim Yoo-suk            | Corea del Sud | XXX   |       |       |       |       | nm        |      |
| -   | Derek Miles            | Stati Uniti   | XXX   |       |       |       |       | nm        |      |
| -   | Maksym Mazuryk         | Ucraina       | --    | O     | XXX   |       |       | 5,35 m    | dq   |

#### Gruppo B
| Pos | Atleta              | Paese       | Salti | Salti | Salti | Salti | Salti | Risultato | Note |
| Pos | Atleta              | Paese       | 5,20  | 5,35  | 5,50  | 5,60  | 5,65  | Risultato | Note |
| --- | ------------------- | ----------- | ----- | ----- | ----- | ----- | ----- | --------- | ---- |
| 1   | Renaud Lavillenie   | Francia     | --    | --    | --    | XO    | O     | 5,65 m    | q    |
| 1   | Raphael Holzdeppe   | Germania    | --    | --    | XO    | --    | O     | 5,65 m    | q    |
| 3   | Brad Walker         | Stati Uniti | --    | --    | XXO   | O     | --    | 5,60 m    | q    |
| 4   | Jan Kudlicka        | Rep. Ceca   | --    | O     | O     | --    | --    | 5,50 m    | q    |
| 4   | Igor Bychkov        | Spagna      | O     | --    | O     | XX-   | X--   | 5,50 m    | q    |
| 6   | Lázaro Borges       | Cuba        | --    | XXO   | XO    | XXX   |       | 5,50 m    |      |
| 6   | Sergej Kučerjanu    | Russia      | --    | XXO   | XO    | XXX   |       | 5,50 m    |      |
| 8   | Nikita Filippov     | Kazakistan  | O     | O     | XXX   |       |       | 5,35 m    |      |
| 9   | Yang Yansheng       | Cina        | --    | XO    | XXX   |       |       | 5,35 m    |      |
| 10  | Mareks Arents       | Lettonia    | XO    | XO    | XXX   |       |       | 5,35 m    |      |
| 11  | Stanislaŭ Civončyk  | Bielorussia | XO    | XXX   |       |       |       | 5,20 m    |      |
| -   | Jere Bergius        | Finlandia   | --    | XXX   |       |       |       | nm        |      |
| -   | Paweł Wojciechowski | Polonia     | --    | XXX   |       |       |       | nm        |      |
| -   | Alhaji Jeng         | Svezia      | --    | XXX   |       |       |       | nm        |      |
| -   | Denys Yurchenko     | Ucraina     | --    | XXX   |       |       |       | nm        |      |
| -   | Dmitrij Starodubcev | Russia      | --    | XO    | XO    | XO    | --    | 5.60      | q dq |

### Finale
| Primatista stagionale | 5,97 m | Renaud Lavillenie | Presente |

1. ↑  Alla data del 20 luglio 2012.

Venerdì 10 agosto, ore 19:00 BST.
| Pos     | Atleta                 | Età | Paese         | Salti | Salti | Salti | Salti | Salti | Salti | Salti | Salti | Risultato | Note                                     |
| Pos     | Atleta                 | Età | Paese         | 5,50  | 5,65  | 5,75  | 5,85  | 5,91  | 5,97  | 6,02  | 6,07  | Risultato | Note                                     |
| ------- | ---------------------- | --- | ------------- | ----- | ----- | ----- | ----- | ----- | ----- | ----- | ----- | --------- | ---------------------------------------- |
| Oro     | Renaud Lavillenie      | 26  | Francia       | --    | O     | O     | O     | X--   | XO    | X--   | XX-   | 5,97 m    |                                          |
| Argento | Björn Otto             | 35  | Germania      | O     | O     | XO    | XO    | O     | XX-   | X--   |       | 5,91 m    |                                          |
| Bronzo  | Raphael Holzdeppe      | 23  | Germania      | --    | XO    | XO    | XXO   | O     | XXX   |       |       | 5,91 m    | Miglior prestazione personale            |
| 4       | Steven Lewis           | 26  | Gran Bretagna | XO    | --    | XO    | XXX   |       |       |       |       | 5,75 m    |                                          |
| 4       | Evgenij Luk'janenko    | 27  | Russia        | XO    | --    | XO    | XXX   |       |       |       |       | 5,75 m    | Miglior prestazione personale stagionale |
| 6       | Konstadínos Filippídis | 26  | Grecia        | O     | XO    | XXX   |       |       |       |       |       | 5,65 m    |                                          |
| 7       | Jan Kudlicka           | 24  | Rep. Ceca     | O     | XXO   | XXX   |       |       |       |       |       | 5,65 m    |                                          |
| 8       | Romain Mesnil          | 35  | Francia       | O     | XXX   |       |       |       |       |       |       | 5,50 m    |                                          |
| 8       | Malte Mohr             | 26  | Germania      | O     | --    | XXX   |       |       |       |       |       | 5,50 m    |                                          |
| 10      | Łukasz Michalski       | 24  | Polonia       | XO    | XXX   |       |       |       |       |       |       | 5,50 m    |                                          |
| 11      | Igor Bychkov           | 25  | Spagna        | XXO   | XXX   |       |       |       |       |       |       | 5,50 m    |                                          |
| -       | Steven Hooker          | 30  | Australia     | --    | XXX   |       |       |       |       |       |       | nm        |                                          |
| -       | Brad Walker            | 31  | Stati Uniti   | --    | XXX   |       |       |       |       |       |       | nm        |                                          |
| -       | Dmitrij Starodubcev    | 26  | Russia        | O     | XO    | O     | XXX   |       |       |       |       | 5.75      | dq                                       |